# Monique Pavão

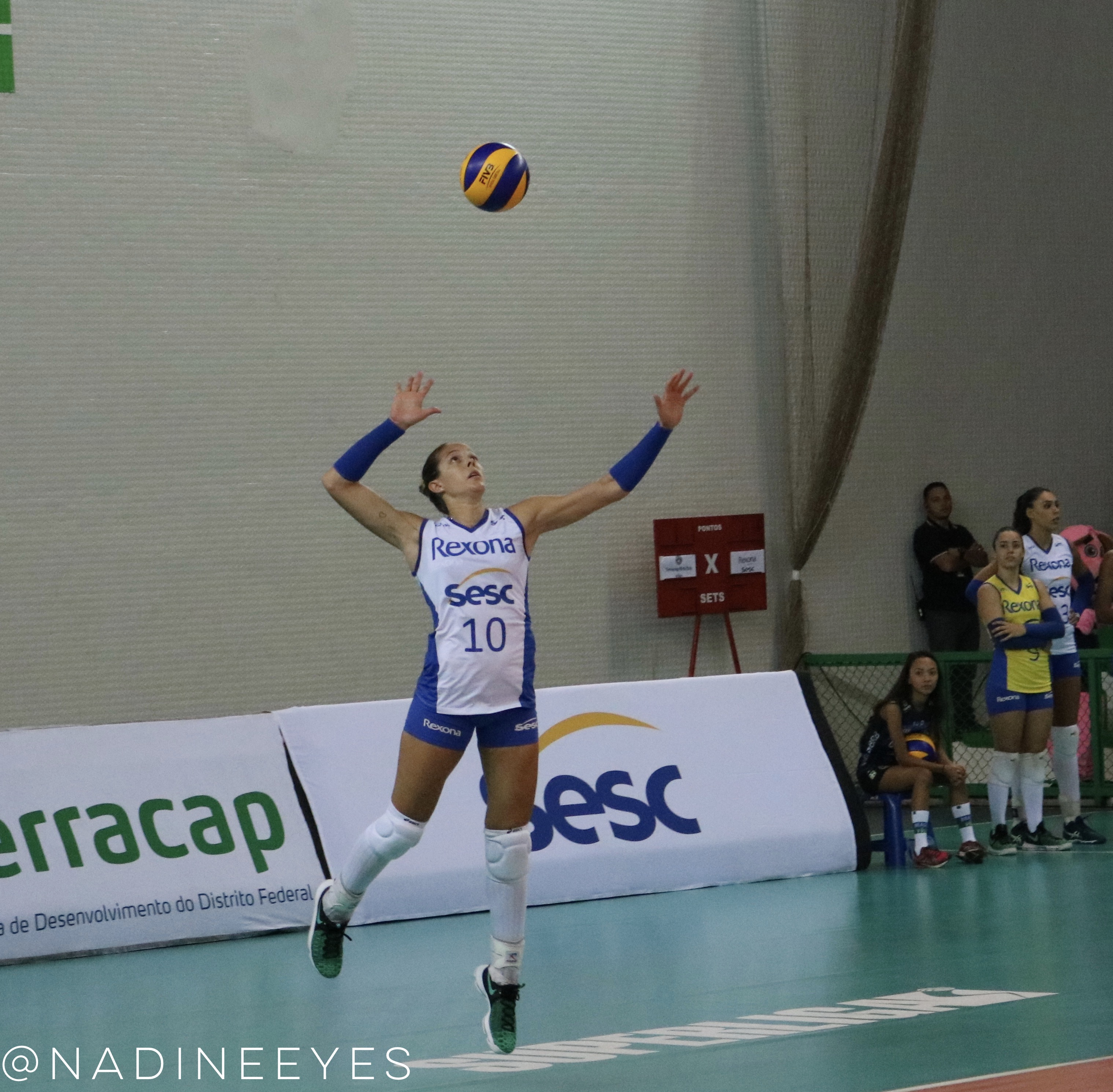
Monique Pavão podczas wykonywania zagrywki w drużynie Rexona-Sesc Rio de Janeiro w sezonie 2016/2017

Monique Pavão (ur. 31 października 1986) – brazylijska siatkarka, reprezentantka kraju, grająca na pozycji atakującej. 
Jej siostra bliźniaczka Michelle, również jest siatkarką.

## Sukcesy klubowe
Mistrzostwo Brazylii:
- 2008, 2009, 2016, 2017
- 2010, 2018, 2021, 2024[3]
- 2006, 2015

Superpuchar Brazylii:
- 2015, 2016, 2017, 2019, 2020

Puchar Brazylii:
- 2016, 2017, 2024[4]

Klubowe Mistrzostwa Ameryki Południowej:
- 2016, 2017, 2025[5]
- 2018, 2020, 2024[6]

Klubowe Mistrzostwa Świata:
- 2017

## Sukcesy reprezentacyjne
Grand Prix:
- 2013, 2014, 2017
- 2015

Mistrzostwa Ameryki Południowej:
- 2013, 2015, 2017

Puchar Wielkich Mistrzyń:
- 2013
- 2017

## Nagrody indywidualne
- 2017: Najlepsza atakująca Klubowych Mistrzostw Ameryki Południowej
- 2024: Najlepsza atakująca Klubowych Mistrzostw Ameryki Południowej[7]